# Desa Puguh (administrativ by i Indonesien, lat -7,13, long 110,32)
Desa Puguh är en administrativ by i Indonesien.   Den ligger i provinsen Jawa Tengah, i den västra delen av landet, 400 km öster om huvudstaden Jakarta.